# Bilsborrow
Bilsborrow – wieś w Anglii, w hrabstwie Lancashire, w dystrykcie Wyre. Leży 55 km na północny zachód od miasta Manchester i 315 km na północny zachód od Londynu.